# Gastronomia de Síria
La gastronomia de Síria es refereix als estils i costums culinaris dels habitants de Síria. Juntament amb les gastronomies del Líban, Jordània i Palestina conformen la coneguda com a cuina llevantina.
La cuina siriana forma part de la cuina més àmplia de l'Orient Mitjà; es pot dir que té certes influències de la cuina mediterrània i sobretot de cuina egípcia. També presenta influències de la cuina dels països veïns, en particular la libanesa, així com la cuina francesa, un llegat de la dominació transalpina a la zona. La proximitat de la frontera amb Turquia fa que alguns plats i formes de preparació siguin molt semblants. Moltes receptes daten almenys del segle XIII.
La cuina siriana és una cuina de l'Orient Mitjà que es remunta a civilitzacions antigues, amb un ric mosaic de sabors influenciats per les cultures grega, armènia i persa. Les especialitats sirianes fan servir albergínia, carbassó, all, carn (principalment de xai i d'ovella), llavors de sèsam, arròs, cigrons, faves, llenties, bistec, col, coliflor, fulles de vinya, naps en vinagre, cogombres, tomàquets, oli d'oliva, suc de llimona, menta, festucs, mel i fruites.

## Plats famosos
Una de les preparacions més habituals és l'ús de pa pla de pita (khubz), que és rodó i sol posar-se sobre ell una capa d'hummus, elaborant així una mena de salsa de sucar. L'altre plat típic de Síria és el baba ghanoush a base d'albergínies.
En el terreny de les amanides dos dels plats més populars són el tabbouleh i el fattoush. Hi ha plats que inclouen verdures com els cogombres farcits (mahshe), les dolmes, els kebabs, el kibbeh, el kibbeh nayyeh, el mujaddara, el muhammara i els entrepans en forma de shawarma i shanklish.
Els sirians ofereixen abans dels plats principals una mena de tapes en el que s'anomenen meze (molt típic de les cuines mediterrànies orientals). Se serveixen habitualment juntament amb pa àrab abans del plat principal de l'àpat sirià, que va seguit de cafè, amb dolços o fruites a voluntat. El manakish, cobert amb za'atar, carn picada i formatge és popular com a hors d'œuvre.
Els sirians són molt coneguts pels seus formatges. Una de les postres més populars són les baklava, que s'elaboren amb massa fil·lo farcida de vegades amb nous picades o festucs tot això amb mel. Una beguda molt popular és l'arak.